# Chindrieux
Chindrieux là một xã thuộc tỉnh Savoie trong vùng Rhône-Alpes ở đông nam nước Pháp. Xã này nằm ở khu vực có độ cao trung bình 284 mét trên mực nước biển.
Thị trấn này nằm gần hồ Bourget.